# オットー・ヘルジンク
オットー・ハーシング（1885年11月30日 - 1960年7月1日）は、第一次世界大戦中にドイツ帝国海軍とオーストリア＝ハンガリー帝国海軍でUボート艦長を務めたドイツ海軍士官。
1914年9月、ドイツの潜水艦U-21を指揮し、自航式魚雷による敵船の最初の撃沈を成功させたことで知られる。

## キャリア

### 生まれ
オットー・ハーシングは医者の家系に生まれた。
ストラスブールの眼科教授であったフリードリヒ・ヴィルヘルム・ハーシング（1846-1926）と、その妻でシュパイアー出身の商人の娘、ルイーズ（1863-1927）の息子である。祖父のフリードリヒ・ヴィルヘルム・ハーシングはガイスティンゲンの医者であった。

### 初期の生活と訓練
ハーシングは1903年4月11日にドイツ帝国海軍に加わった。彼は、学校艦Stosch 、コルベット艦ブリュッヒャー、および砲術練習艦マルスで最初の訓練を受けた。彼は戦艦カイザーヴィルヘルム2世で准尉を務めた。 1906年9月、彼は中尉に昇進し、軽巡洋艦ハンブルクに異動した。 1909年、彼は中尉に昇進した。 1911年から1913年まで、ハーシングは防護巡洋艦ヘルタの航海士を務め、地中海と西インド諸島を航海した。

### 第一次世界大戦と北海の作戦
1914年、ハーシングは大尉に昇進し、潜水艦戦のための特別訓練を受けた。第一次世界大戦が勃発したとき、彼は北海のヘルゴラント島に駐留していたU-21の指揮を執った。 8月から9月にかけて U-21は北海で偵察を行ったが、敵船を見つけることができなかった。その後、ハーシングは当時イギリスの海軍基地があったフォース湾への強行侵入を試みたが、成功しなかった。

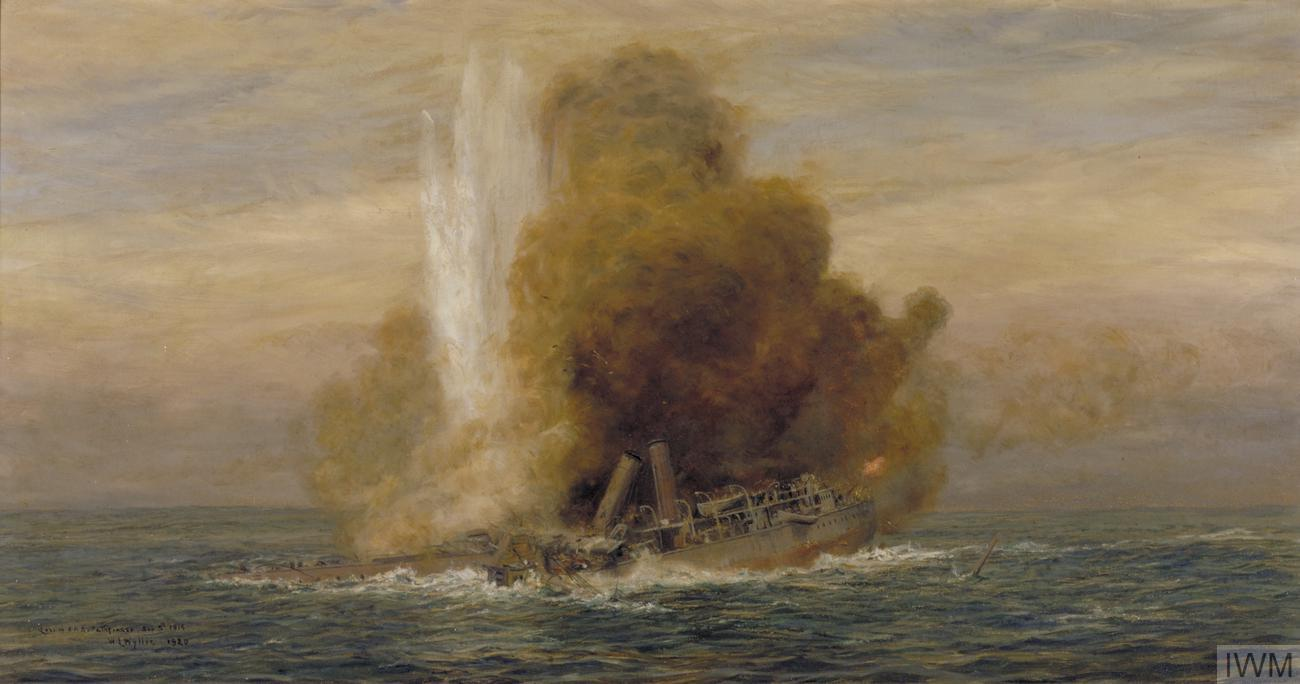
HMS パスファインダー撃沈の図

9月5日、ハーシングはスコットランド沖で石炭不足のため5ノットに減速して航海する偵察巡洋艦パスファインダーを発見した。攻撃を決意したハーシングは魚雷1発を艦橋の直下、火薬庫の近辺に命中させ、引き起こされた大爆発により船体は破壊された。艦は短時間で沈没し、261人の船員が死亡した。これは、魚雷で武装した潜水艦による現代の軍艦の最初の撃沈である 。
11月14日、 U-21はフランスの汽船マラカイトを迎撃した。ハーシングは、艦載砲で船を沈める前に、乗組員に船を放棄するように命じた。3日後、イギリスのコリアープリモも同じ運命をたどった。これらの2隻の船は、イギリスとフランスの商船に対するドイツの限定的な潜水艦攻撃で沈没した最初の船である。

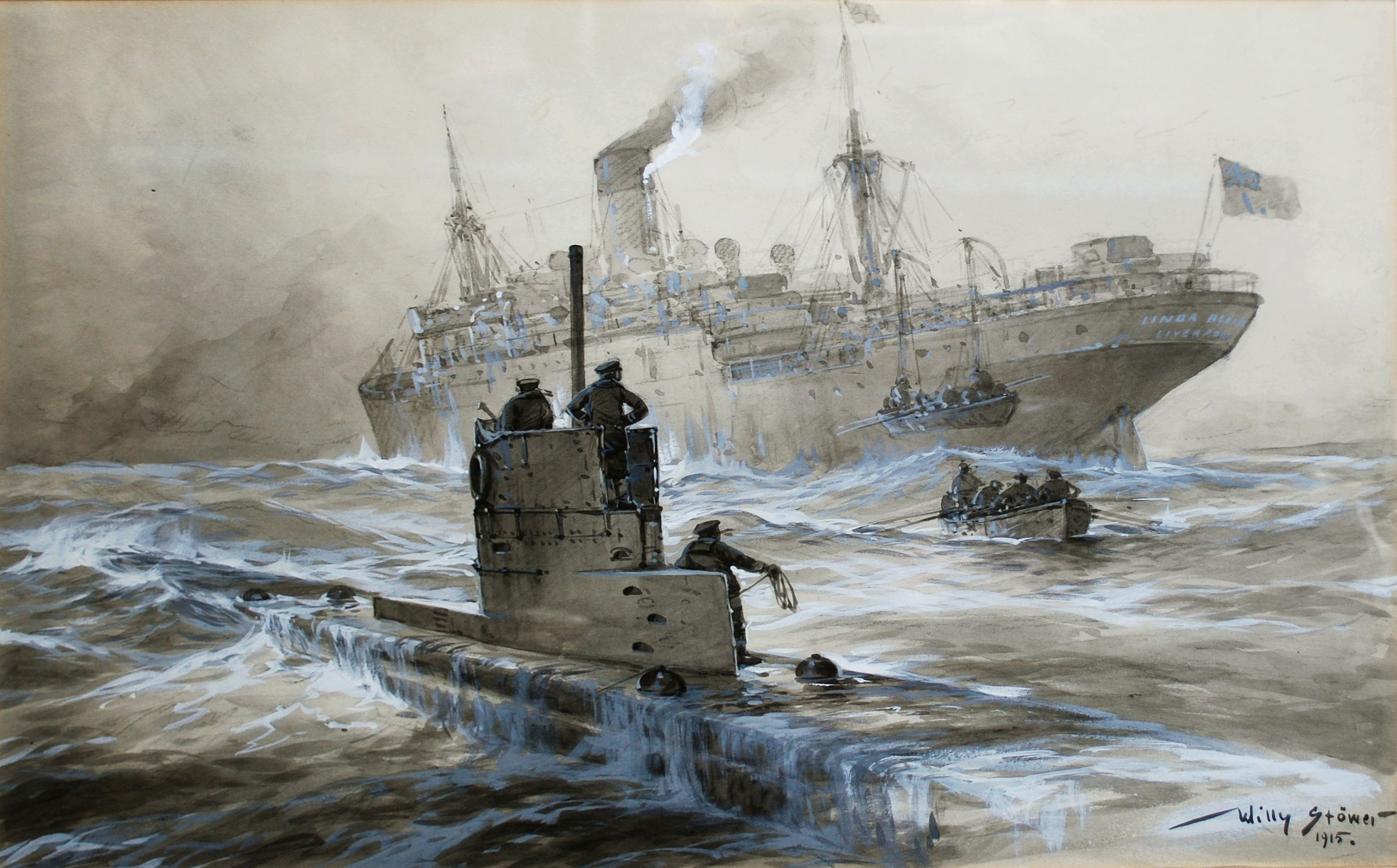
ウィリー・ストーワーによるリンダ・ブランシュ撃沈の絵

1915年の初めに、ハーシングは第2級鉄十字勲章を受け取り、ドイツの潜水艦戦をイギリス諸島の西海岸に拡大するように命じられた。 1月21日、彼はヴィルヘルムスハーフェンから出航し、アイリッシュ海に入り、ウォルニー島の飛行場を砲撃しようとしたが、失敗した。1月30日、 U-21はベン・クラアチャン、リンダ・ブランシュ 、キルクアンの3隻の商船に遭遇し撃沈した。いずれの場合も、ハーシングは艦船拿捕の規則を遵守し、迎撃された船の乗組員を救助した。その後ドイツに戻り、2月初めにヴィルヘルムスハーフェンに入港、短期間のうちに2度、ドーバー海峡を無傷で通過した。

### 地中海とダーダネルスでの作戦
ハーシングは4月に、ドイツと同盟を結び、ダーダネルスでイギリス軍とフランス軍の攻撃を受けているオスマン帝国を支援するために地中海に移籍するよう命じられた。彼は4月25日にキールからU-21で航海し、18日後にオーストリア゠ハンガリー帝国のカッターロ港に到着した。燃料補給の問題から、ハーシングは潜水艦の速度を落とし、一部水上航行せざるを得ず、連合軍部隊に発見される危険にさらされた。

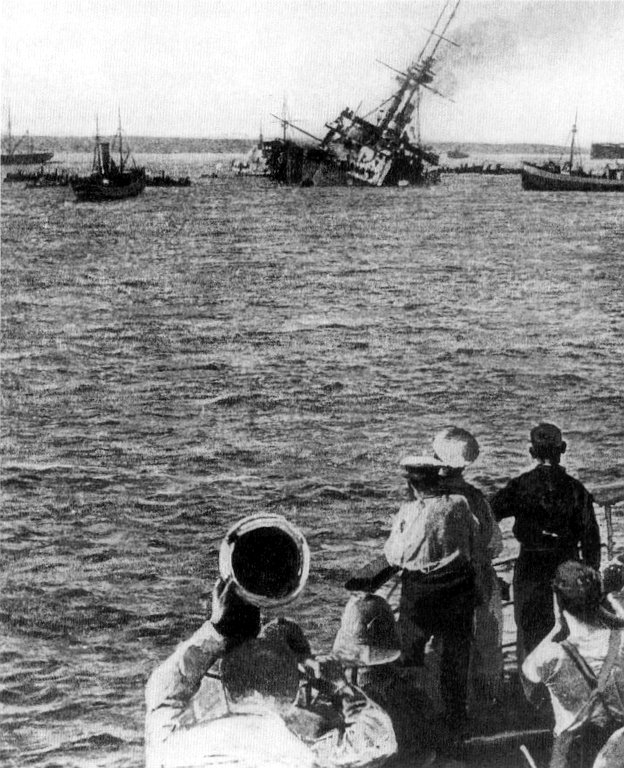
U-21による魚雷を受けたHMSマジェスティック

友軍の港で1週間過ごした後、ハーシングはガリポリ沖の新しい作戦地域に出航し、5月25日に到着した。同じ日、彼はイギリスの戦艦HMSトライアンフを発見した。
ハーシングはUボートを目標から300ヤード（270m）以内に接近させ、魚雷を1本発射したところ、戦艦に命中し転覆沈没、将校3名と乗員75名が死亡した。この後、ハーシングは潜水艦を着底させ、28時間待機した後、電気バッテリーを充電するために再浮上した。
5月27日、 U-21は、ダーダネルスで連合軍2隻目の戦艦マジェスティックを撃沈した。ハーシングは護衛艦と船を囲む対魚雷網を回避することに成功、マジェスティックはヘレス岬沖で被雷してから4分で沈没し、少なくとも40人の乗組員が死亡した。（その多くは、船を守るはずの防御網に絡めとられたことによる）。
ハーシングの成功により、連合国はヘレス岬からすべての主要艦艇を撤退させ、イギリスはこのドイツ潜水艦司令官の身柄に対して100,000ポンドの報酬金を掛けた。6月5日、ハーシングは、地中海での成功を称えられ、ドイツ帝国軍の最高の名誉勲章であるプール・ル・メリットを授与された 。同年1915年には、ドイツの町バート・クロイツナッハの名誉市民権を授与され、Zerstörervon Schlachtschiffen （戦艦の駆逐者）というニックネームで呼ばれるようになった。
U-21の乗組員は、潜水艦の修理が必要だったため、コンスタンティノープルで1か月を過ごした。オスマン帝国の首都で、彼らは大歓迎を受け、英雄として扱われた。修理が終わると、 U-21は別のパトロールのためにダーダネルスを出港した。ハーシングは連合軍の軍需船カルタゴを発見し、7月4日に魚雷1発で同船を沈めた。その直後、対潜機雷に触雷し、大きな被害はなかったがコンスタンティノープルへの帰還を余儀なくされた。その後、黒海で一時任務に就いたが、成果は無かった。その後、地中海に戻ったハーシングは、9月に連合国がダーダネルス海峡を完全に封鎖し、敵潜水艦の活動を阻止するために機雷と網を使用していることを知った。
そのため、ハーシングはカッターロに戻り、そこでオーストリア＝ハンガリー帝国海軍のイタリア王立海軍に対する戦いに協力するよう命令を受けた。U-21とその乗組員はオーストリア=ハンガリー海軍に徴用され、U-36という艦名が与えられた 。ドイツはまだイタリア王国と法的に開戦をしていなかったため、これは潜水艦がイタリアの商船隊に対して実力行使を可能にするために必要な処置だった。1916年8月27日にイタリアがドイツに宣戦布告するまで、この艦名はそのまま使われた。1916年2月、ハーシングはシリア沖で迎撃したイギリスの汽船ベル・オブ・フランスを 、次いでフランスの装甲巡洋艦アミラル・チャーナーを撃沈し、乗組員427名を死亡させた。1916年4月から10月にかけて、U-36は、英国の汽船シティ・オブ・ルクノウ（3,677トン、4月30日にマルタ島近くで撃沈）、イタリアの小型船3隻（10月26日から28日の間にコルシカ島近くで迎撃）、蒸気船SSグレンローガン（5,800トン、10月31日）など多数の商船を撃沈した。11月の最初の3日間で、シチリア島の北に位置するハーシングの船はさらに4隻のイタリア船を沈め、その合計は約2,500トンになった。12月23日、クレタ島の近傍で遭遇したイギリスの汽船ベナルダーに魚雷を命中させるも、辛くもアレクサンドリアに逃げ延びられた。1916年、U-36は合計12隻、全体で24,000トンを超える船を沈めた。

### 北海に戻る
1917年の初めに、ハーシングはドイツの海軍戦争指導部の無制限潜水艦作戦キャンペーンを支援するために地中海を離れた。 2月16日から17日の間に、ハーシングは2隻のイギリス商船と2隻の小さなポルトガル船をポルトガル沿岸沖で迎撃して沈没させた。4日後、フランスの貨物船Cacique （2,917トン）をビスケー湾に沈めた。
2月22日、U-21はケルト海に到着し、別のドイツの潜水艦によってすでに損傷を受けていたオランダの汽船バンドンにとどめを刺した。同日、ハーシングはさらに6隻の連合国の船を沈め、そのうち5隻はオランダ船籍（最大はNoorderdijk 、7,000トン以上）、1隻はノルウェー船籍（ Normanna 、2,900トン）だった。 7隻目の船であるメナドは深刻な被害を受けたが、沈没は避けられた。ハーシングはたった1日で、合計7隻、合計33,000トン以上の船を沈めた。
その後、ハーシングはスコットランドとノルウェーの間の北海を航海した。 4月22日、彼は汽船のギスコとセオドア・ウィリアムを沈めた。 4月29日と30日、彼はノルウェーのAskepotとロシアのバルク船Borrowdaleを沈めた。同じ地域で、英国の汽船アダンシとキラーニーがそれぞれ5月6日と8日に同じ運命をたどった。 6月27日、ハーシングはスウェーデンの木材貨物運搬補助船バルティックを撃沈した。
ハーシングのU-21指揮官の任務は、 1918年11月11日の休戦の2か月前に、エッカーンフェルデの潜水艦航海学校に教官として配属された1918年9月に終了した。
戦争中、ハーシングは40隻の船（36隻の商船と4隻の軍艦）の撃沈に関与し、その合計は113,000トンを超えた。これにより、彼はドイツ帝国海軍の最も成功した潜水艦司令官の1人と評価されている。

### 戦争後
休戦後、ハーシングはリガ市（現在のラトビア）からのドイツ軍の撤退の責任者となった。
その後、彼は1919年2月のU-21の沈没に関与したと思われる。彼が指揮していた船は、戦争の終了後に連合国に降伏し、1919年2月22日、正式に降伏するはずだったイギリスへの移送中に、不可解な状況で沈没した 。
1920年に、彼はおそらく新しく形成されたワイマール共和国に対するクーデターの試みであるカップ一揆に関与したが 、責任を問われることなく、彼は海軍に留まった。
1922年に、彼は彼のキャリアで達成した最高ランクのKorvettenkapitän （コルベットキャプテン、海軍少佐）に昇進した。彼の名声は戦後も非常に大きかったので、フランス当局は占領下のラインラントにおいて、彼の逮捕に対して20,000マルクの賞金を懸けた。
ハーシングは1923年に結婚したが、子供はいなかった。
ハーシングは健康上の理由から1924年に兵役を終え、妻と一緒にニーダーザクセン州の小さな町ラシュテーデに移り、そこでジャガイモ農家になった。1932年に、彼は回想録U-21 rettet die Dardanellen （ "U-21 saves the Dardanelles"）を公開した。1935年、彼と彼の妻はミュンスター市の地区であるグレンメンドルフに引っ越した。
1939年8月27日、タンネンベルク作戦において、中佐の名誉称号を受け取っている。
ハーシングは長い病気の後、1960年に亡くなった。彼の墓はAngelmodde墓地にある。彼の論文と著作の完全なコレクションは、ニーダーザクセンの町アルテンブルッフにあるドイツのUボート博物館に、彼の記憶に捧げられた部屋に保存されている。

## 賞
- 鉄十字勲章（1914）
  - 二等
  - 一等
- プール・ル・メリット勲章
- リューベックのハンザ同盟勲章
- 武功勲章（バイエルン）
- アルブレヒト勲章（ザクセン）
- Uボート戦闘章1918年版
- 第一次世界大戦の名誉十字章1914/1918
- 鉄三日月勲章（オスマン帝国）

## 参照
- 大西洋におけるUボート作戦（第一次世界大戦）
- U-21
- ガリポリの戦い